# Herkulesberg

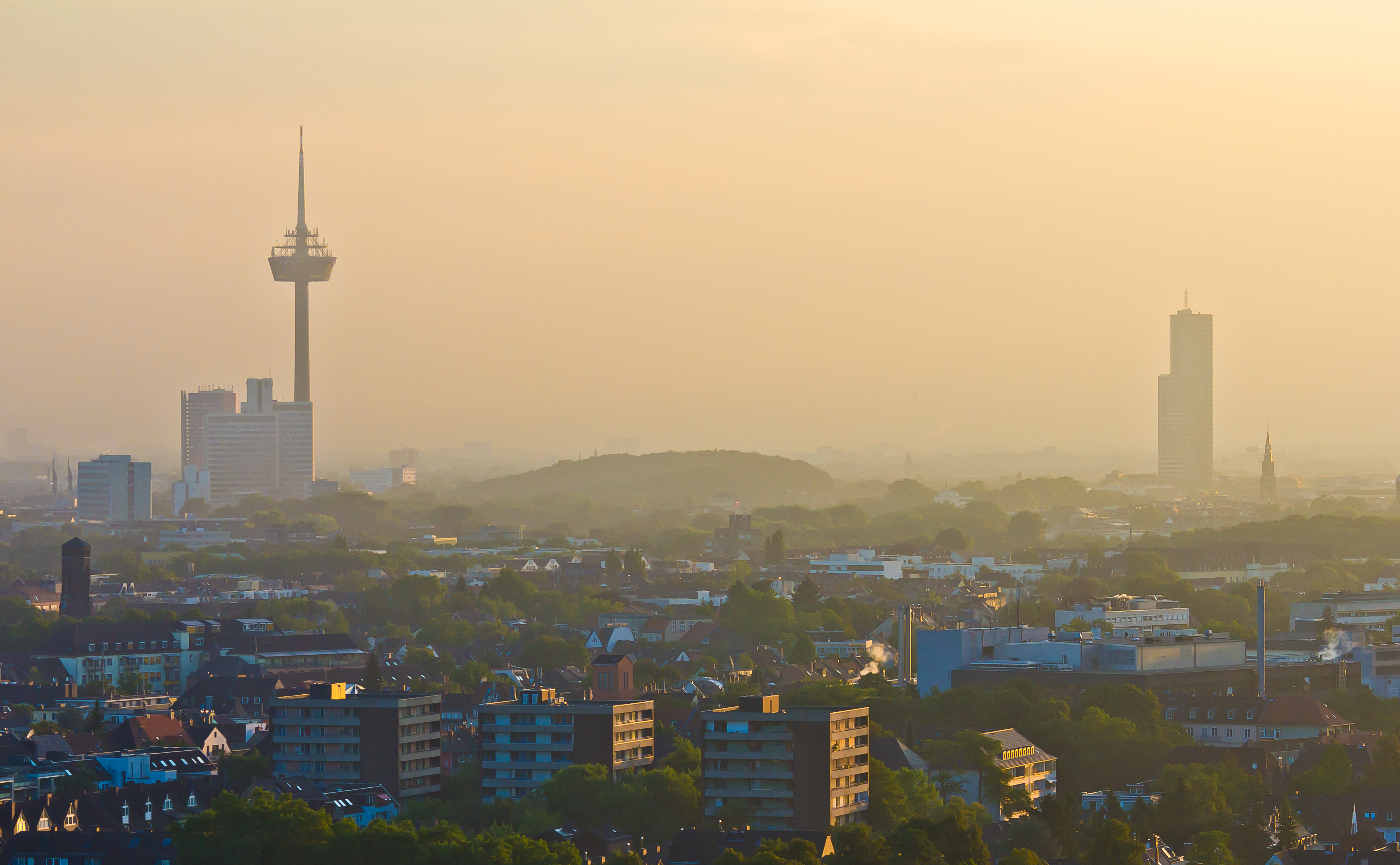
Herkulesberg (Bildmitte) zwischen Colonius und KölnTurm bei Sonnenaufgang (2013)

Der Herkulesberg („Mont Klamott“) ist der größte von insgesamt elf Trümmerbergen im Kölner Stadtgebiet. Der im Stadtteil Neustadt-Nord gelegene Hügel hat eine absolute Höhe von 72,2 m ü.NN. Damit ragt er ca. 25 m über seine direkte Nachbarschaft. Der Herkulesberg wurde auf einer Grundfläche von etwa 130.000 Quadratmetern angelegt, auf die man den größten Teil der innerstädtischen Trümmer aufschüttete.

## Lage
Der Herkulesberg liegt östlich der Herkulesstraße zwischen Innere Kanalstraße und Mediapark.

## Sonstiges
Der „Mont Klamott“ wird im Bläck-Fööss-Hit Mer losse d’r Dom en Kölle (November 1973) zitiert: „D'r Mont Klamott dä heiss op eimol Zuckerhot. Do köm dat Panorama schwer en Brass“ (Der Herkulesberg heißt auf einmal Zuckerhut, da käme das Kölner Stadtpanorama in Schwierigkeiten).